# Estação de Auber
A Estação de Auber é uma estação ferroviária francesa da linha A do RER, localizada no 9.º arrondissement de Paris.
Ele foi inaugurada em 1971 pela Régie Autonome des Transports Parisiens (RATP).

## Localização

### Ferroviária
A estação de Auber está situada no ponto quilométrico (KP) 20,31 da linha A do RER, entre as estações de Charles de Gaulle - Etoile e Châtelet - Les Halles.

### Geográfica
Ele está situada na rue Auber, que liga a place de l'Opéra no cruzamento da rue Tronchet, do boulevard Haussmann e da rue du Havre, próximo da Gare Saint-Lazare. O nome da rua vem de Esprit Auber, um compositor francês do século XIX.

## História
A estação foi construída a partir de 1968 sob a liderança do arquiteto André Wogenscky, com a ajuda de arquitetos de interiores Richard e Monpoix. Ela foi inaugurada em novembro de 1971.
De acordo com a RATP, a frequência anual em 2015 é estimada em 6 169 061 viajantes.
Uma campanha de medição foi realizada de 10 de novembro a 8 de dezembro de 2009 por Airparif, com a assistência da RATP, um estudo que se encaixa no quadro de um acordo entre as duas organizações. Ele tem por objetivo compreender melhor a qualidade do ar nos espaços ferroviários operados pela RATP, bem como os impactos e benefícios dos transporte públicos sobre a qualidade do ar exterior. Uma primeira campanha do mesmo tipo já havia sido realizada na estação de metro Faidherbe - Chaligny em 2008.
Pouco apreciado por causa de sua sujeira., uma renovação da estação é realizada a partir de 2017 e terminará em 2022.

## Serviço dos Passageiros

### Acessos
- Acesso: boulevard Haussmann côté des nos pairs
- Acesso: boulevard Haussmann côté des nos impairs
- Acesso: rue des Mathurins
- Acesso: rue Auber

### Plataformas
A estação possui 2 plataformas.

### Serviço
A estação é servida pelos trens da linha A do RER.

### Intermodalidade

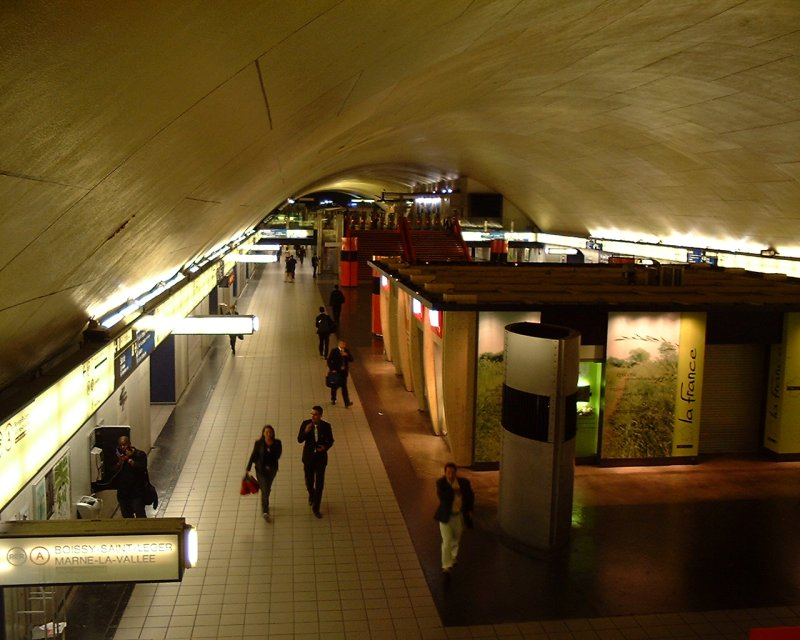
O hall da estação em 2005.

A estação está em correspondência direta com o RER E na estação de Haussmann - Saint-Lazare. Ela está também em correspondência direta com as linhas 3 e 9 do metro na estação Havre - Caumartin e com as linhas 3, 7 e 8 na estação Opéra.
Esta rede subterrânea de correspondências, a mais extensa de Paris, permite alcançar a pé, por diferentes corredores, de um lado a place de l'Opéra, do outro a igreja Saint-Augustin, através da estação Saint-Lazare. Assim, sem que essa não apareça nos planos das linhas, também é possível conectar, por esse meio, além das linhas mencionadas acima, as estações Saint-Augustin (linha 9) e Saint-Lazare (linhas 3, 12, 13 e 14). A Gare de Paris-Saint-Lazare também é acessível através destes corredores.
Por outro lado, na superfície, a rue Auber é percorrida ou cruzada por muitas linhas de ônibus:
- linhas 20, 21, 22, 27, 29, 42, 53, 66, 68, 81, 95 e Roissybus da rede de ônibus RATP;
- linha de vocação turística OpenTour;
- linhas N15 e N16 da rede de ônibus Noctilien.

## Pontos turísticos
- Ópera Garnier
- Lojas de departamento do Printemps e das Galeries Lafayette